# Seymeria texana
Seymeria texana är en snyltrotsväxtart som först beskrevs av Samuel Frederick Gray, och fick sitt nu gällande namn av Francis Whittier Pennell. Seymeria texana ingår i släktet Seymeria och familjen snyltrotsväxter. Inga underarter finns listade i Catalogue of Life.